# ۱۶۶ (قمری)
۱۶۶ (قمری)، صد و شصت و ششمین سال در گاهشماری هجری قمری است. اول محرم این سال برابر با نوزدهم اوت سال ۷۸۲ میلادی است.